# Schlußakkord (1936)
Schlußakkord ist ein Filmdrama, Melodram und Musikfilm des Regisseurs Detlef Sierck aus dem Jahr 1936. In der Hauptrolle verkörpert Maria von Tasnady die junge Mutter Hanna Müller, die ihr Baby Peter auf der Flucht nach Amerika in Deutschland zurücklassen muss.

## Handlung
Hanna Müller begeht gemeinsam mit ihrem Ehemann einen Versicherungsbetrug, um sich finanziell zu bereichern. Als der Betrug auffliegt, sehen beide keinen anderen Ausweg, als aus Deutschland zu fliehen, um einer Strafverfolgung durch die Behörden zu entgehen. Weil beide nicht wissen, was sie genau in ihrem Zufluchtsort, Amerika, erwartet, lassen sie ihr Baby Peter in einem Waisenhaus in Deutschland zurück, wo es später von einer fremden Familie adoptiert wird.
Zunächst finden die beiden in Amerika eine neue Heimat, den Gedanken an ihr in Deutschland zurückgelassenes Kind gibt Hanna jedoch nie auf.
Auf einer Silvesterparty erfährt Hanna in New York, dass ihr Mann im Central Park tot aufgefunden wurde. Nachdem von der ermittelnden Polizei als Todesursache eine Selbsttötung als sehr wahrscheinlich erachtet worden ist, beschließt Hanna, nach Deutschland zurückzukehren und nach ihrem Kind zu suchen. Zunächst stattet sie dem Waisenhaus, in dem sie damals ihr Kind abgegeben hat, einen Besuch ab und findet heraus, dass Peter von der vermögenden Familie Garvenberg als Pflegekind aufgenommen wurde.
Sie stellt sich in dem Hause der Familie Garvenberg vor und bewirbt sich dort als Kindermädchen, ohne sich als Peters Mutter erkennen zu geben. Ihre Bewerbung hat Erfolg: Der Hausherr Erich Garvenberg, ein berühmter Dirigent, nimmt sie in ein Arbeitsverhältnis auf.
Im weiteren Verlauf der Filmhandlung wird klar, dass die Aufnahme des Kindes Peter in erster Linie dem Bestreben von Erich Garvenberg zuzuschreiben ist: Er wollte dadurch erreichen, dass zwischen ihm und seiner Ehefrau Charlotte die ständigen Ehestreitigkeiten etwas nachlassen. Diese Hoffnung erweist sich jedoch als falsch; die beiden sind nach wie vor sehr zerstritten. Nach und nach wird klarer, dass seine Ehefrau Charlotte mit dem Astrologen Gregor Carl-Otto eine Affäre hat.
Hanna erweist sich als gutes Kindermädchen. Schon bald erobert sie Peters Herz. Auch der Hausherr Erich beginnt für die reizende und friedliebende Hanna Gefühle zu entwickeln.
Die Filmhandlung erfährt eine Wendung, als die Tatsache ans Licht kommt, wer Hanna ist und aus welchem Grund sie Deutschland verlassen musste. Charlotte, die Ehefrau des Hausherrn, kündigt daraufhin das mit ihr bestehende Arbeitsverhältnis mit sofortiger Wirkung. Hanna verlässt gedemütigt ihre Arbeitsstätte. Jetzt nimmt die Handlung des Films Fahrt auf: Charlotte wird tot aufgefunden. Die polizeilichen Ermittlungen bringen ans Licht, dass Charlotte an einer Überdosis des Schmerzmittels Morphium gestorben ist. Der Mordverdacht fällt umgehend auf Hanna, die ja schon eine kriminelle Vergangenheit hat. In der Folge wird sie festgenommen und polizeilich verhört.
Im anschließenden Strafprozess stellt sich jedoch heraus, dass Hanna am Tod ihrer Chefin Charlotte Garvenberg keine Schuld trägt. Allein die ebenfalls im Haushalt der Garvenbergs angestellte Haushälterin Freese kennt die wahren Todesumstände ihrer Arbeitgeberin. Charlotte Garvenberg selbst war nämlich im Begriff, eine Überdosis des Schmerzmittels zu sich zu nehmen, um ihrem eigenen Leben, welches für sie mehr Streit als Freude darstellte, zu entgehen. Von diesem Vorhaben erfuhr die Haushälterin Freese in einem persönlichen Gespräch mit ihrer Arbeitgeberin.
Durch die nun geklärten Todesumstände steht einer Hochzeit zwischen Hanna und ihrem Arbeitgeber Erich Garvenberg nichts mehr im Wege.

## Erscheinungstermine
Der Film wurde am 27. Juni 1936 am Capitol in Dresden uraufgeführt. Weitere Erscheinungstermine (im Ausland) waren der 9. September 1936 in den USA, der 2. Oktober 1936 in Dänemark, der 19. Oktober 1936 in Schweden, der 15. November 1936 in Finnland, der 4. April 1937 im spanischen Sevilla und der 8. November 1937 in Portugal.

## Produktionsnotizen
Der Drehort war Berlin, die Dreharbeiten fanden im Zeitraum von Februar bis April 1936 statt. Erich Kobler unterstützte Detlef Sierck bei der Regiearbeit, Walter Pindter und Bruno Stephan assistierten Robert Baberske bei der Kameraführung. Erich Kettelhut war für das Szenenbild zuständig und Erich Holder leitete die Filmproduktion.

## Kritiken
„Melodramen-Experte Detlef Sierck, der ein Jahr später Nazi-Deutschland verließ und als Douglas Sirk in Amerika Karriere machte, baute sehr geschickt Opernszenen in den Film ein, die einerseits die Handlung verlangsamten, andererseits aber auch betonten. Für dieses Konzept wurde der Film 1936 in Venedig als bester musikalischer Film ausgezeichnet. Der Sirk-Film „Der letzte Akkord“, den er 1957 in Hollywood drehte, hat inhaltlich nichts mit „Schlußakkord“ zu tun.“

## Sonstiges
Für den Regisseur Detlef Sierck war dies sein erster Film, der dem Filmgenre des Melodrams zugerechnet wurde. Ein Jahr nach Veröffentlichung des Films wanderte er in die USA aus, weil er zur damaligen Zeit von dem NS-Regime verfolgt wurde. Dort begann er eine erfolgreiche Karriere unter seinem neuen Namen Douglas Sirk im Zentrum der US-amerikanischen Filmindustrie Hollywood.
Das NS-Regime überprüfte den Film auf eventuell dem Regime abträgliche Inhalte und legte ihm mit dem Beschluss B.42607 im Rahmen der damals üblichen Filmzensur am 10. Juni 1936 ein Jugendverbot auf.